# Madelung (Bankiers- und Gelehrtenfamilie)
Madelung ist der Name einer deutschen Familie, deren Mitglieder sich bis Wilhelm Madelung besonders als Bankiers und seit Otto Wilhelm Madelung besonders als Gelehrte hervorgetan haben.

## Geschichte

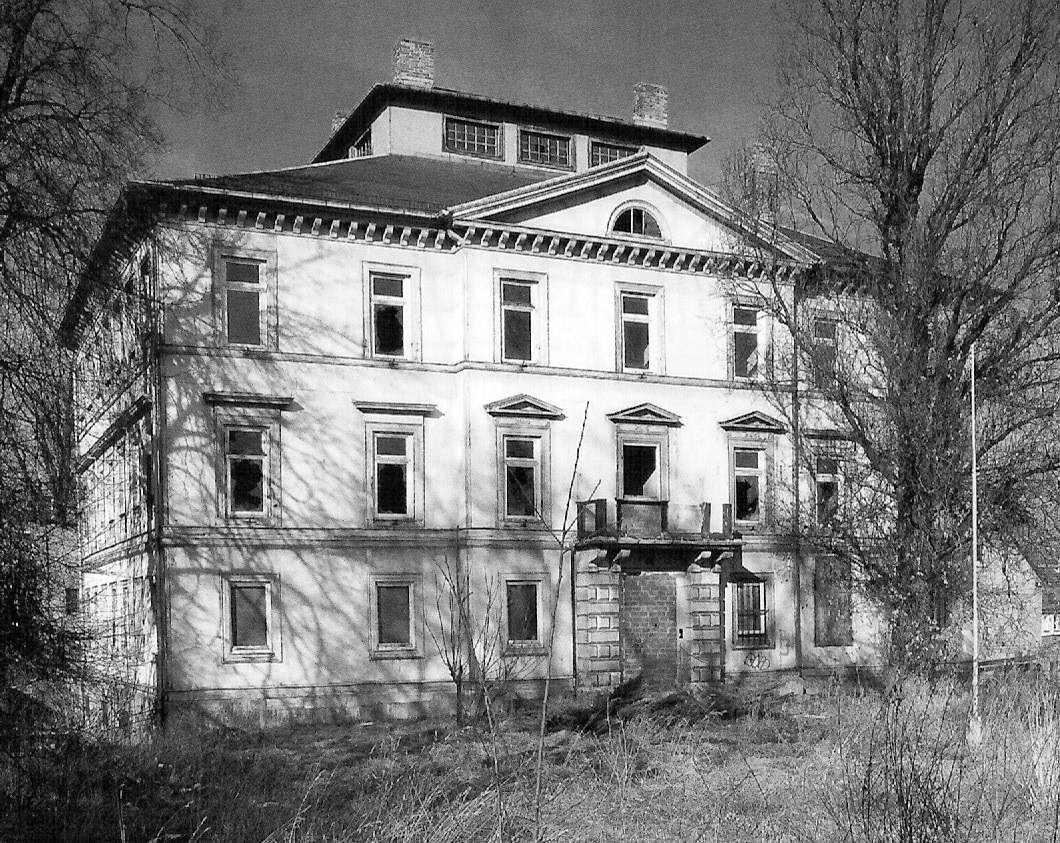
Die inzwischen abgebrochene Villa Madelung um 1996

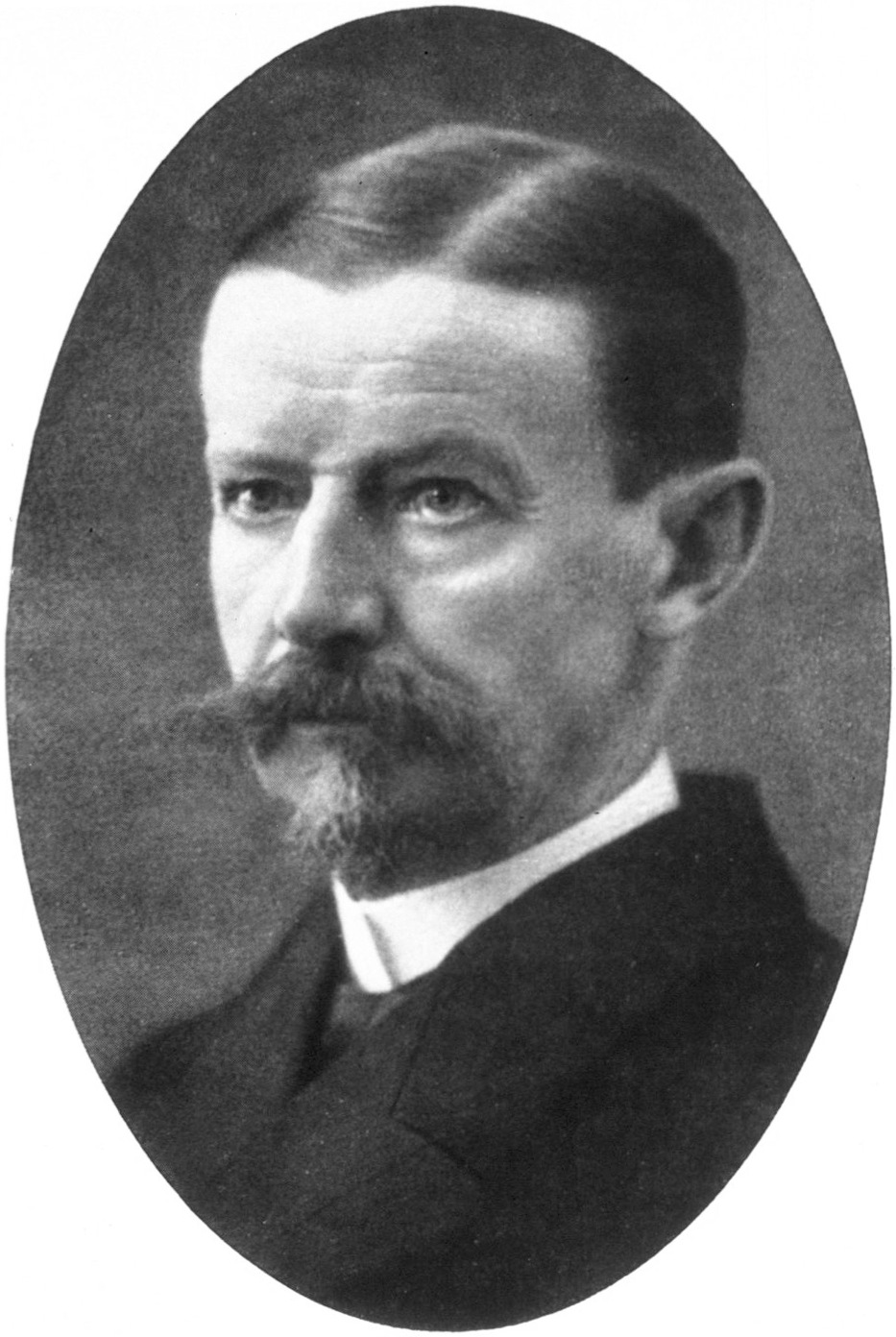
Otto Wilhelm Madelung, vor 1890

Die Familie Madelung stammt ursprünglich aus Madelungen bei Eisenach und kam später nach Gotha. In Gotha gehörten die Madelung zu den reichsten Familien besaßen dort unter anderem das Bankhaus „Madelung & Söhne“ sowie die „Gothaische Zeitung“. Der Kaufmann und Senator Johann August Wilhelm Madelung (1749–1822) hatte drei Kinder: den späteren Bankier und Unternehmer Wilhelm Madelung, den späteren Geheimen Hofrat und Amtsadvokaten Karl Ernst August Madelung (1776–1849) sowie Johanna Friederike Madelung (1779–1859). Nach dem Tode des Vaters 1822 übernahm Wilhelm die Leitung der Bank. 1836 bis 1837 ließ er durch den Hofarchitekten Gustav Eberhard für seine Familie die Villa Madelung errichten. Während sein Sohn Moritz Madelung (1802–1877) die Tradition der Familie als Bankier und Händler fortführte, schlug dessen Sohn Otto Wilhelm Madelung (1846–1926) eine Laufbahn als Mediziner und Hochschullehrer ein. Mit dessen Söhnen Walter Madelung (1879–1963; Chemiker), der Erwin Madelung (1881–1972; Physiker) und Georg Hans Madelung (1889–1972; Flugzeugingenieur) vollzog sich der Wandel zur Gelehrten- und Wissenschaftlerfamilie. Otto Wilhelm Madelungs Tochter aus zweiter Ehe, Auguste Elenora, heiratete den Physiker Robert Wichard Pohl, der später von Nevill Francis Mott der „wahre Vater der Festkörperphysik“ genannt wurde. Otfried Madelung interessierte sich auch für Genealogie und hat 2002 im Eigenverlag die Ortschronik des Dorfes Madelungen bei Eisenach veröffentlicht.

## Genealogie (Auszug)
1. Johann August Wilhelm Madelung (* 1749; † 1822), Kaufmann ⚭ Dorothea Mevius (* ?; † ?) und hatte aus dieser Ehe drei Kinder:
  1. Wilhelm Madelung (* 1774; † 1855), Bankier ⚭ und hatte aus dieser Ehe zwei Kinder:
    1. Agnes Madelung ⚭ Leopold Braun (* 1812; † 1882)
    2. Moritz Madelung (* 1802; † 1877), Bankier ⚭ 1831 Eleonore Perthes (* ?; † ?), Tochter von Friedrich Christoph Perthes[2] und hatte aus dieser Ehe zwei Söhne:
      1. Hermann Otto Madelung (* 1837; † 1866)
      2. Otto Wilhelm Madelung (* 1846; † 1926), Mediziner ⚭ 1876 (I) Hedwig König * (1857; † 1898), ⚭ 1899 (II) Ottilie Franziska Keller (* ?; † ?) und hatte aus I. Ehe drei Söhne sowie aus II. Ehe eine Tochter:
        1. Walter Madelung (* 1879; † 1963), Chemiker
        2. Erwin  Madelung (* 1881; † 1972), Physiker ⚭ N.N. (* ?; † ?) und hatte aus dieser Ehe:
          1. Otfried Madelung (* 1922; † 2017), Physiker

        3. Georg Hans Madelung (* 1889; † 1972), Flugzeugingenieur ⚭ Elisabeth Emma (* ?; † ?), Schwester von Willy Messerschmitt, und hatte aus dieser Ehe zwei Söhne:
          1. Gero Madelung (* 1928; † 2018), Flugzeugingenieur ⚭ Eva Bosch (* 1931), und hatte aus dieser Ehe zwei Kinder
          2. Wilferd Ferdinand Madelung (1930; † 2023), Orientalist

        4. Auguste Elenora „Tussa“ Madelung (* ?; † ?) 1922  ⚭ Robert Wichard Pohl (* 1884; † 1976), Physiker, und hatte aus dieser Ehe drei Kinder:
          1. Ottilie Pohl (* ?; † ?)
          2. Eleonore Pohl (* ?; † ?)
          3. Robert Otto Pohl (* 1929; † 2024), Physiker

  2. Karl Ernst August Madelung (* 1776; † 1849), Amtsadvokat
  3. Johanna Friederike Madelung (* 1779; † 1859)